# 무하라크섬

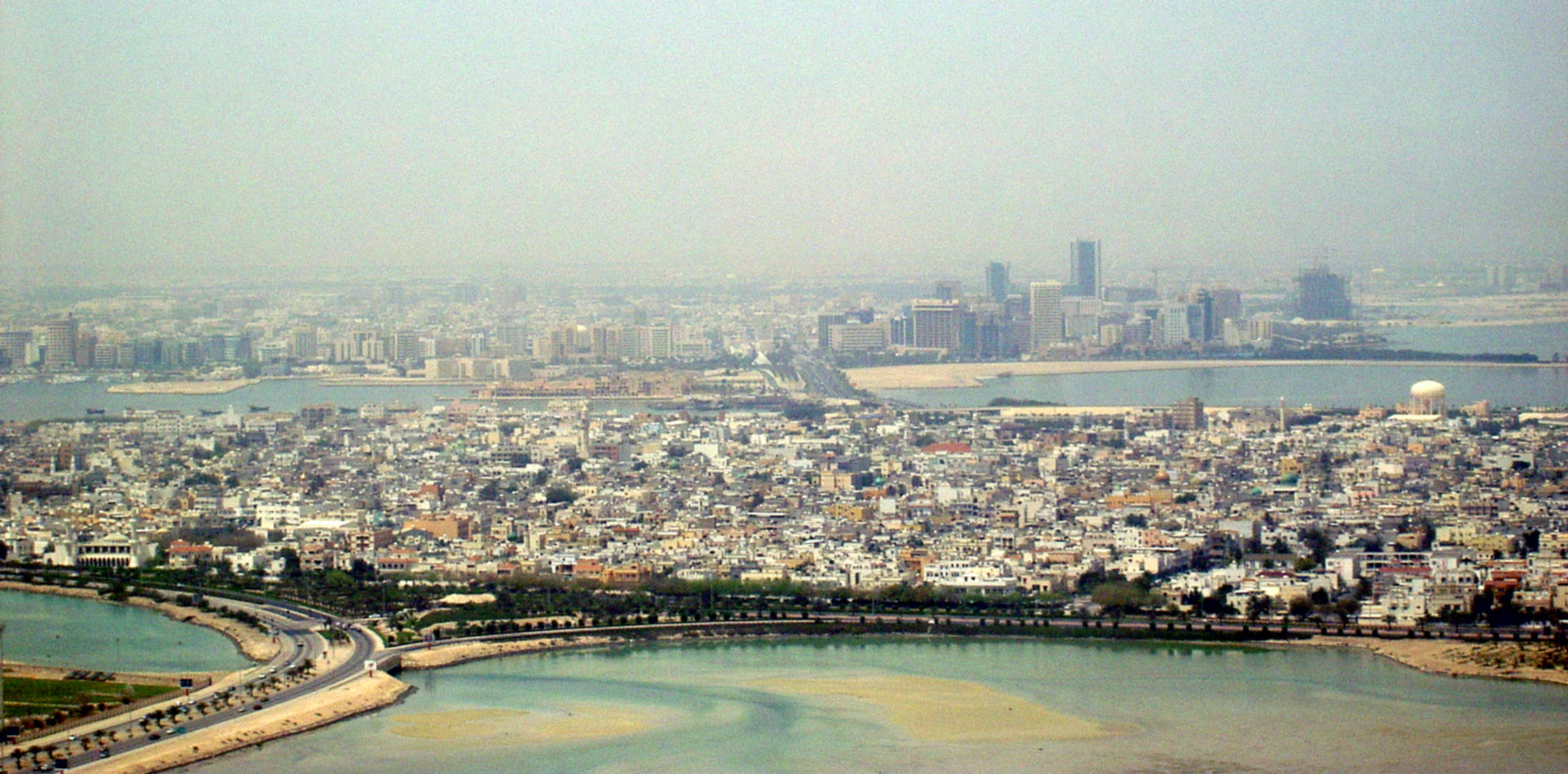

무하라크섬(아랍어: جزيرة المحرق)은 바레인의 섬으로, 바레인에서 바레인섬 다음으로 큰 섬이며 행정 구역상으로는 무하라크주에 속한다. 바레인 국제공항과 무하라크 미국 공군 기지가 위치한다.